# 阿尔夫多夫
阿尔夫多夫，是德国巴登-符腾堡州雷姆斯-穆尔县的一个市镇。总面积68.52平方公里，总人口7075人，其中男性3565人，女性3510人（2011年12月31日），人口密度103人/平方公里。

## 姊妹城市
- 霍什苏海泰尼，匈牙利